# 袖平山

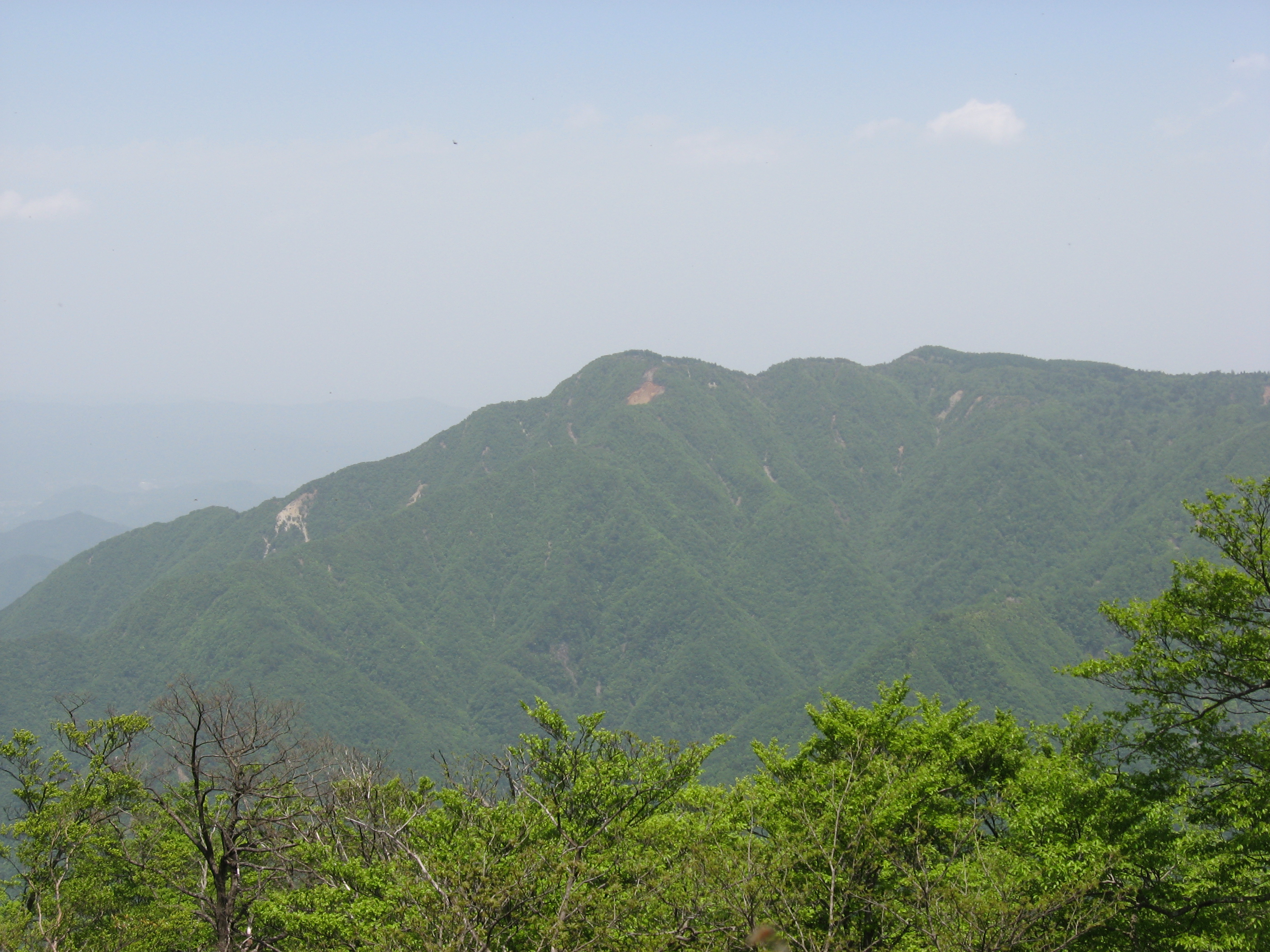
熊笹ノ峰付近より袖平山

袖平山（そでひらやま）とは、丹沢山地北部、丹沢主脈（実際の主脈縦走路からは少し離れている）にある標高1,432mの山である。神奈川県相模原市内に位置し、丹沢大山国定公園に属する。「袖平」とも呼ばれる。

## 名称について
最近は山を付けて袖平山ということが多くなったが、昭和の終わり頃までは山を付けずに袖平というのが普通であった。第十回国民体育大会の報告書には「袖平ノ頭」という表記が見られ、既に袖平山と呼ばれていたのであればあえて「頭」を付けるとは考えにくいため、当時袖平に山の字が付かなかったことを物語っている。なお、山名における「頭」については丹沢#地名を参照。
また読みについても現在ではソデヒラが通用しているが、新編相模國風土記では曽天多伊羅（ソデタイラ）と註されている。なお、袖平という語は、青森県田子町の地名「袖平」（そでたい）、島根県の月山富田城における「西の袖平」（にしのそでひら）といった使用例がある。

## 周辺の山
- 風巻ノ頭 (1,077m)
- 姫次 (1,433m)
- 黍殻山 (1,273m)